# 高松協同病院
高松協同病院（たかまつきょうどうびょういん）は、香川医療生活協同組合が香川県高松市木太町に設置する病院。
85床(回復期リハビリ病棟)を備える。全日本民主医療機関連合会(民医連)に加盟している。

## 診療科
- 内科[2]
- 整形外科[2]
- リハビリテーション科[2]

## 医療機関の認定
(この節の出典)
- 保険医療機関
- 労災保険指定医療機関
- 生活保護法指定医療機関
- 結核指定医療機関
- 原子爆弾被害者一般疾病医療取扱医療機関
- 原子爆弾被害者医療指定医療機関
- 指定自立支援医療機関（精神通院医療）
- 身体障害者福祉法指定医の配置されている医療機関
- 特定疾患治療研究事業委託医療機関
- 無料低額診療事業実施医療機関

## 差額ベッド代について
病院の理念により、差額ベッド料（個室料）を徴収していない。

## 交通アクセス
- 琴電長尾線「木太東口駅」下車徒歩15分[2]

## 関連施設
- 高松平和病院 - 香川医療生活病院が高松市に設置する病院。

## 周辺
- 春日川
- 高松大学